# آدم هينسون
آدم هينسون (بالإنجليزية: Adam Henson)‏ هو فلاح ومقدم تلفزيوني بريطاني، ولد في 8 يناير 1966 في غلوسترشير في المملكة المتحدة.